# Jaltomata whalenii
Jaltomata whalenii är en potatisväxtart som beskrevs av S. Knapp, T. Mione, A. Sagástegui A. Jaltomata whalenii ingår i släktet jaltomator, och familjen potatisväxter. Inga underarter finns listade i Catalogue of Life.